# Daniel Brauneis
Daniel Brauneis (* 29. August 1986 in Graz) ist ein österreichischer Fußballspieler auf der Position eines Stürmers. 

## Karriere

### Jugend
Brauneis begann seine aktive Karriere als Fußballspieler im Jahre 1993 im Nachwuchs seines Heimatvereines, der Sportunion Hitzendorf, im steirischen Hitzendorf in der Nähe von Graz. Dort war er bis 1999 in mehreren Jugendspielklassen aktiv, ehe Brauneis als Jugendkooperationsspieler in die Nachwuchsabteilung des SK Sturm Graz wechselte und später auch die Akademie des Vereines besuchte. Nachdem er von 1999 bis 2004 als Kooperationsspieler beim Grazer Traditionsklub aktiv gewesen war, war er bis 2005 zwischenzeitlich auch bei seinem Heimatverein aus Hitzendorf gemeldet und kam auch für diesen zu seinen Einsätzen in den jeweiligen Nachwuchsspielklassen.
Nachdem er ab Mitte August 2004 wieder bei der Sportunion Hitzendorf gemeldet war, unterschrieb Brauneis Mitte März 2005 einen Profivertrag beim FC Gratkorn, in der zweitklassigen österreichischen Ersten Liga.

### Vereinskarriere
Sein Profiligadebüt gab Brauneis am 22. Juli 2005 in der 2:1-Auswärtsniederlage gegen den SC Austria Lustenau. Im Match wurde er in der 56. Spielminute für Wolfgang Hacker eingewechselt. In der Saison 2005/06 kam Brauneis zu weiteren 14 Einsätzen; insgesamt stand er lediglich in zwei Meisterschaftspartien auf dem Platz. Jedoch kam er bei seinen, zum Teil nur kurzen Einsätzen, zu vier Torerfolgen. Sein erstes Profiligator erzielte er dabei bei seinem siebenten Ligaeinsatz am 28. März 2006 beim 1:1-Heimremis gegen den LASK Linz nach Vorarbeit von Georges Panagiotopoulos.
Ab der Spielzeit 2006/07 kam der junge Stürmer vermehrt zum Einsatz, wurde bei 31 Spielen in 22 Partien entweder ein- oder ausgewechselt und konnte sich dadurch auch nicht wirklich als konstanter Stammspieler in die Mannschaft integrieren. Bei seinen 31 Ligaspielen kam er auf eine Bilanz von sieben Treffern.
Die Saison 2007/08 lief aus sportlicher Sicht recht erfolgreich für Brauneis, doch hatte er vermehrt mit konditionellen Problemen zu kämpfen, was sich auch auf seine Einsatzstatistik niederschlug. So stand er bei insgesamt 20 Meisterschaftseinsätzen nie die volle Spieldauer auf dem Rasen und wurde zumeist nur in den letzten paar Minuten eines Matches eingewechselt. Während dieser Saison kam Brauneis, wie auch schon in den Jahren zuvor, für die Amateurmannschaft der Gratkorner in der viertklassigen steirischen Landesliga zum Einsatz und konnte dabei oft durch viele Tore glänzen. Für die Profis erzielte er in dieser Spielzeit zwei Tore und war bei fünf Toren durch Assists maßgeblich beteiligt. Weiters erreichte er mit der Mannschaft den zweiten Platz in der Endtabelle und durfte sich danach Vizemeister nennen.
In der Spielzeit 2008/09 kam er für die Profis des FC Gratkorn zu 15 Ligaspieleinsätzen und erzielte dabei fünf Tore. Anzumerken ist, dass ihm diese Treffer ausschließlich in den letzten paar absolvierten Spielen gelangen. Nebenbei kam Brauneis, wie schon in der Vergangenheit, für die Gratkorner Amateure in der Landesliga zum Einsatz. Auf zehn Spiele und ebenso viele Tore kam er dabei in der Saison 2008/09.
Ende Juni wurde der Wechsel Brauneis zum USV Allerheiligen bekanntgegeben. Wenig später wurde er dann bereits beim Verein gemeldet und erzielte bei seinem Premierenspiel am 31. Juli 2009 bei der 2:3-Auswärtsniederlage gegen den Grazer AK beide Treffer für seine Mannschaft und erhielt zudem im Laufe des Spiels noch die Gelbe Karte.
In der Spielzeit 2009/10 kam Brauneis in 26 Ligaspielen für die erste Kampfmannschaft des Vereines aus Allerheiligen bei Wildon zum Einsatz und erzielte dabei ebenso 21 Treffer. Weiters kam er beim ÖFB-Cup 2009/10 zu zwei Einsätzen und machte dabei ebenso viele Treffer. Nach der 1:2-Niederlage gegen den Bundesligisten SK Austria Kärnten, bei der Brauneis den einzigen Treffer für seine Mannschaft erzielte, schied das Team nach der zweiten Runde des laufenden Wettbewerbs aus. Trotz seiner hohen Torquote reichte es nicht für den Torschützenkönig der Regionalliga Mitte.
In der darauffolgenden Saison 2010/11 wurde Brauneis in 26 Meisterschaftspartien eingesetzt, in denen er insgesamt 20 Mal zum Torerfolg kam. Auch im ÖFB-Cup 2010/11 war Brauneis erfolgreich. Dabei erzielte er beim einzigen Spiel seiner Mannschaft, einer 2:3-Niederlage gegen den FC Blau-Weiß Linz, beide Tore seines Teams.
Nach jener Saison bei den Südsteirern wechselte er für die Saison 2011/12 zum Grazer AK, wo er den Aufstieg in die Erste Liga durch das verlorene Play-off gegen den TSV Hartberg verpasste. Daraufhin wechselte er in die Regionalliga Ost und spielte eine gute Saison beim SKU Amstetten, ehe er durch seine guten Leistungen auf sich aufmerksam machen konnte und vom Bundesligisten Wacker Innsbruck verpflichtet wurde.

### Zeit beim FC Lankowitz
2014 kam Brauneis über den burgenländischen Regionalligisten SC Ritzing zum steirischen Verein FC Lankowitz. Beim Klub aus Maria Lankowitz kam er in der fünftklassigen Oberliga Mitte West in 24 von 26 möglich gewesenen Ligapartien zum Einsatz und erzielte dabei 22 Tore, womit er nicht nur der beste Torschützenkönig seiner Mannschaft war, sondern vor seinem Teamkollegen Thomas Strudl auch noch den ersten Platz in der ligaweiten Torschützenliste belegte. Am Ende der Saison rangierte das Team mit 19 Punkten Vorsprung auf den nächsten Verfolger und lediglich einer einzigen Saisonniederlage auf dem ersten Platz, was den direkten Aufstieg in die viertklassige Landesliga Steiermark bedeutete. Des Weiteren wurde er in dieser Saison in zwei Spielen des ÖFB-Cups 2014/15, für den sich der FC Lankowitz als Steirischer Fußballcupsieger 2013/14 qualifiziert hatte, eingesetzt und erzielte dabei drei Tore im Erstrundenspiel gegen den ATSV Ober-Grafendorf. In der zweiten Runde schied das Team mit 0:3 gegen den LASK aus. Auch in der Spielzeit 2014/15 konnte der FC Lankowitz, der damit dreimal in Folge im Finale des Steirercups stand, diesen für sich entscheiden und sich somit für den ÖFB-Cup 2015/16 qualifizieren. Im Laufe des Turniers wurde Brauneis in sieben Spielen eingesetzt und erzielte dabei zwölf Tore; bereits nach zwei absolvierten Runden hatte er acht Treffer beigesteuert.
Nach dem Aufstieg in die Landesliga wurde Brauneis weiterhin von Beginn an als Stammkraft in der Offensive eingesetzt, verpasste jedoch wegen privater Gründe die Runden 3 bis 8 und kam erst wieder ab der neunten Meisterschaftsrunde zum Einsatz. Bis zur Winterpause 2015/16 hatte es der 1,83 m große Stürmer auf neun von 15 möglich gewesenen Ligaeinsätzen und kam auf elf Treffer, womit er der torgefährlichste Spieler der Maria Lankowitzer war. Des Weiteren brachte er es auf drei Einsätze im bereits erwähnten ÖFB-Cup 2015/16, wobei er zwei Treffer beisteuerte und mit der Mannschaft im Achtelfinale gegen den FC Admira Wacker Mödling ausschied. Als am 27. November 2015 der langjährige Obmann, Präsident und Förderer Hubert Scheer überraschend bei einem Golfurlaub auf Mauritius im Alter von 63 Jahren starb, folgte gleich darauf der finanzielle Niedergang des Vereins. Als Herbstmeister der Landesliga stellte der noch in der Winterpause befindliche Verein aufgrund finanzieller Gründe seinen Spielbetrieb ein und löste sich wenig später auf. Dadurch wurden auch alle Spieler freigestellt; Brauneis zog es in weiterer Folge noch im Jänner 2016 zum Ligakonkurrenten ASK Voitsberg.

### Wechsel zum ASK Voitsberg
Bei den Voitsbergern agierte er gleich von Beginn an als Stammspieler der von Ex-Profi Harald Holzer trainierten Mannschaft. Obwohl er erst in der Winterpause zum Verein gestoßen war, wurde er mit seinen neun Treffern aus 13 absolvierten Meisterschaftsspielen der mannschaftsinterne Torschützenkönig und belegte mit insgesamt 20 erzielten Toren in der Landesligasaison 2015/16 in der ligaweiten Torschützenliste den fünften Platz. Während dieser halben Spielzeit wurde er von insgesamt drei Trainern (Harald Holzer (bis April), Franz Rössl (April bis Mai) und Christian Zach (ab Mai)) trainiert und rangierte mit der Mannschaft im Endklassement auf Rang sechs. In der darauffolgenden Spielzeit 2016/17 wurde er von Zach in 24 von 30 möglich gewesenen Ligapartien eingesetzt, wobei der 30-Jährige auf 20 Treffer kam und damit die mannschaftsinterne Torschützenliste der Voitsberger anführte. In der Ligatorschützenliste waren sieben andere Spieler vor ihm. Im Endklassement der Landesliga 2016/17 rangierte er mit dem ASK Voitsberg mit vier Punkten Rückstand auf den TuS Bad Gleichenberg auf dem zweiten Tabellenplatz.
Mit dem seit 2002 beim ASK Voitsberg spielenden Jürgen Hiden, dem jüngeren Bruder des ehemaligen österreichischen Nationalspielers Martin Hiden, bildete Brauneis auch in der nachfolgenden Spielzeit 2017/18 ein torgefährliches Angriffsduo. In der teilweise recht dicht gestaffelten Endtabelle reichte es für die Voitsberger für einen sechsten Tabellenplatz. Mit seinen 19 Toren aus 27 Ligaspielen wurde am Ende ein weiteres Mal mannschaftsinterner Torschützenkönig; in der ligaweiten Torschützenliste hatte er diesmal fünf Spieler vor sich. Zusammen mit Hiden bildete er auch in der darauffolgenden Spielzeit 2018/19 unter Trainer Gerry Strafner den torgefährlichen Voitsberger Angriff. Beide Akteure kamen in dieser Saison zu jeweils 15 Meisterschaftstoren, womit beide zu mannschaftsinternen Torschützenkönigen wurden. In der Liga hatten die beiden abermals einige andere Spieler mit mehr Treffern vor sich. Im Endklassement der Landesliga 2018/19 belegte der ASK Voitsberg mit dem siebenten Platz abermals einen Rang im Tabellenmittelfeld. Insgesamt wurde Brauneis in dieser Saison von Strafner in 27 von 30 möglich gewesenen Ligapartien eingesetzt.
Nach dem Abgang von Strafner am Ende der Saison übernahm in der Sommerpause Michael Zisser das Traineramt bei den Voitsbergern und führte die erfolgreich zum Herbstmeistertitel der Saison 2019/20. Unter Zisser kam Brauneis auch in allen 15 Meisterschaftspartien bis zur Winterpause zum Einsatz und ist mit zehn erzielten Treffern zudem der Spieler mit den meisten Toren der Voitsberger. In der Torschützenliste der Liga rangieren aktuell (Stand: 16. Dezember 2019) lediglich vier Spieler knapp vor ihm. Neben Jürgen Hiden bildete er ab dieser Saison vor allem mit dem ehemaligen slowenisch-kroatischen Nachwuchsnationalspieler Sven Dodlek ein torstarkes Angriffsduo.

## Erfolge

### Vereinserfolge
mit dem FC Gratkorn
- 1× Vizemeister der Ersten Liga: 2007/08

mit dem FC Lankowitz
- 1× Meister der Oberliga Mitte West und Aufstieg in die Landesliga Steiermark: 2014/15
- 1× Steirischer Fußballcupsieger: 2014/15

### Individuelle Erfolge
- 1× Torschützenkönig der Oberliga Mitte West: 2014/15 (22 Tore)